# ブリタニー・オコネル
ブリタニー・オコネル（Brittany O'Connell、1972年12月6日 - ）は、アメリカ合衆国のポルノ女優。カリフォルニア州出身。